# The Go-Between (Roman)
The Go-Between ist ein Roman des britischen Schriftstellers L. P. Hartley, der erstmals 1953 beim Verlag Hamish Hamilton veröffentlicht wurde. Die im Sommer 1900 spielende Geschichte beschreibt, wie der Schüler Leo – zunächst für ihn unbewusst – als Bote zwischen zwei Liebenden aus unterschiedlichen sozialen Schichten fungiert und dabei in ein Netz aus Geheimnissen und Intrigen gerät. Hartleys Werk thematisiert unter anderem die verlorene Unschuld der Kindheit, das englische Klassensystem und die Folgen von Geheimnissen. Der Roman gilt als Hartleys bekanntestes Werk und wurde seither u. a. für Kino, Fernsehen, Radio, Musiktheater und Oper adaptiert.
Bei deutschsprachigen Ausgaben des Romans wurden sowohl der Originaltitel (2008) als auch Der Zoll des Glücks (1956) und Ein Sommer in Brandham Hall (1990, 2019) als Titel verwendet.

## Handlung
Im Prolog des Buches stößt Leo Colston Anfang der 1950er-Jahre zufällig auf ein Tagebuch aus dem Jahr 1900, dem Jahr seines dreizehnten Geburtstags. Danach setzen Erinnerungen ein, die er viele Jahre verdrängt hat. Bei der Lektüre des Tagebuchs durchlebt Leo die Erinnerungen an das, was ihm einst als hoffnungsvoller Anfang erschien – sowohl für sein Leben als auch für das Jahrhundert an sich, was für den Erzähler Leo nach zwei Weltkriegen zu einem „schrecklichen Jahrhundert“ geworden ist.
Zunächst wird der Schulalltag von Leo geschildert, der ein Internat besucht. Er wird einer Gruppe älterer Jungen gemobbt, denen aber auf einmal etwas Schlechtes zustößt. Daraufhin gilt Leo seinen Mitschülern als eine Art Zauberer, der sich Flüche ausdenken und sie umsetzen könne. Leo genießt seine wachsende Popularität und beginnt selbst ein wenig daran zu glauben, er besitze solche Fähigkeiten. Sein Mitschüler Marcus Maudsley lädt ihn über die Sommerferien auf den Landsitz seiner reichen Familie ein, Brandham Hall in Norfolk. Leo entstammt einer Familie der gehobenen Mittelklasse, die aber wenig vernetzt ist, und seit dem Tod seines Vaters muss die Mutter das Vermögen zusammenhalten. Daher wird Leo von dem Luxus auf Brandham Hall etwa überwältigt, mitunter passieren ihm mitunter kleine Missgeschicke oder Fehler in der Etikette. Die Maudsleys geben ihr Bestes, damit er sich willkommen fühlt, und behandeln ihn mit Freundlichkeit und Nachsicht, insbesondere die etwa 19-jährige Tochter Marian. Diese kauft Leo neue, hochwertige Kleidung, damit er beim Dinner mit den Maudsleys und weiteren geladenen Gästen nicht negativ auffällt.

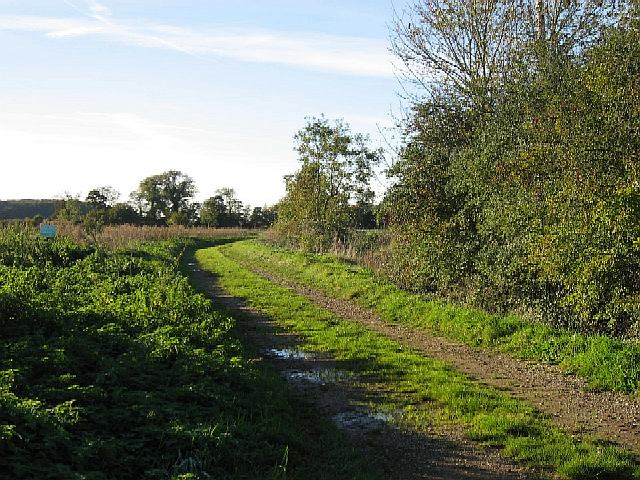
Landschaft in Norfolk, dem Handlungsort des Romans

Einige der jüngeren Mitglieder der Gesellschaft, darunter Leo und Marian, begeben sich zum Baden an einem nahegelegenen Fluss. Dabei begegnet Leo erstmals dem ebenfalls badenden Ted Burgess, dem jungen Pachtbauern der benachbarten Black Farm. Die Hausgesellschaft und Ted begegnen sich höflich, wenn auch durch den Klassenunterschied distanziert. Als wenig später Leos Schulfreund Marcus erkrankt, ist er weitgehend auf sich allein gestellt. Beim Erkunden mit der benachbarten Gegend schließt er nähere Bekanntschaft mit Ted Burgess, der ihn durch seine Stärke und sein selbstbewusstes Auftreten beeindruckt. Als Leo sich beim Herunterrutschen von Burgess’ Strohhaufen leicht verletzt und dieser ihn verarztet, bietet Leo ihm im Gegenzug einen Gefallen an. Ted bittet kurzerhand darum, einen Brief von ihm an Marian zu übergeben. Er soll aber niemandem außer Marian etwas verraten. Leo beginnt, Briefe zwischen Marian und Ted auszutragen. Er bekommt erklärt, es handele sich dabei um Geschäftliches, womit sich der wohlmeinende, unschuldige Junge zunächst zufriedengibt. Fast jeden Tag nimmt bei seinen Streifzügen einen Brief aus dem Schloss mit, überreicht ihn Ted, und nimmt einen Antwortbrief mit zurück. Er führt die Aufträge gerne aus, da er eine pubertäre Schwärmerei für die hübsche Marian hegt und auch Ted sehr mag.
Erst nach einigen Tagen dämmert es Leo, dass es sich bei den Briefen nicht um harmlose Geschäftsabsprachen handelt, sondern um Liebesbriefe. Marian verlobt sich unterdessen mit dem freundlichen Lord Trimingham, den Vermieter und eigentlichen Besitzer von Brandham Hall, der vor Kurzem mit einer wenig ansehnlichen Gesichtsverletzung aus dem Zweiten Burenkrieg zurückgekehrt ist. Leo glaubt naiv, dass Marians Verlobung den Briefwechsel zwischen ihr und Ted beendet. Dem ist aber nicht der Fall. Leo wird es mulmig und versucht, seine Rolle als Mittler zu beenden, wird aber von den beiden Liebenden unter psychischen Druck gesetzt und sieht sich gezwungen, weiterzumachen. Er schreibt einen wirren Brief an seine Mutter mit der Bitte, seine Abreise zu organisieren, aber sie antwortet zurück, es sei nicht schlecht, wenn er sich wichtige Bekanntschaften schaffe. Letztlich hat Leos unfreiwillige Beteiligung katastrophale Folgen: Mrs. Maudsley, Marians Mutter, kommt dem Geheimnis ihrer Tochter näher und fragt Leo aus, der ihr keine überzeugende Antworten geben kann. Später zwingt Mrs. Maudsley Leo, sie zu begleiten, als sie die Liebenden in ihrem Versteck aufspürt und sie beim Sex erwischt. Ted begeht wenige Stunden nach der Aufdeckung der Affäre Suizid. Leo erleidet einen Nervenzusammenbruch, er glaubt im Wahn, er habe als Zauberer einen Fluch heraufbeschworen.
Der Epilog schlägt wieder den Bogen zur Gegenwart der frühen 1950er-Jahre. Sein ganzes Leben lang verbot Leo sich, über den Skandal nachzudenken, der, wie er nun feststellen muss, sein Leben mitbestimmte: er hielt später Gefühle und Phantasie zurück, ihren Platz nahmen Zurückhaltung und Fakten ein. Er hat nie geheiratet oder intime Beziehungen gehabt. Leo begibt sich noch einmal auf die Reise nach Brandham Hall. Dabei trifft er Marian, die nun in einem Cottage im nahegelegenen Dorf lebt. Er erfährt das weitere Schicksal der Familie Maudsley: Mrs. Maudsley konnte sich von dem Skandal um ihre Tochter nicht erholen und war bis zu ihrem Tod psychisch krank. Lord Trimingham heiratete Marian trotz des Skandals und erkannte Teds Sohn als den seinen an. Trimingham starb bereits 1910; später verlor Marian durch den Ersten Weltkrieg zwei ihrer Brüder (darunter Marcus), schließlich im Zweiten Weltkrieg ihren Sohn. Ihr Enkel, der nunmehrige Lord Trimingham, ist vor allem aufgrund der Gerüchte über die einstige Affäre seiner Großmutter zu ihr auf Distanz gegangen. Als letzter Zeuge der einstigen Begebenheiten wird Leo von Marian noch einmal gebeten, als Mittler aufzutreten. Er solle ihrem entfremdeten Enkel das Geschehene berichten und ihm versichern, dass er sich ihrer nicht schämen müsse. Leo nimmt die Aufgabe an.

## Publikations- und Rezeptionsgeschichte

### International

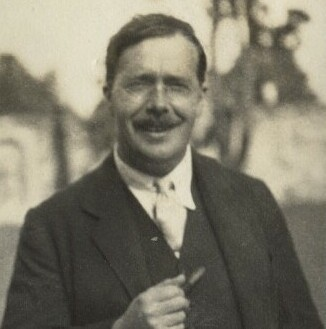
L. P. Hartley, Fotografie von Ottoline Morrell, vermutlich 1920er-Jahre

Das Buch The Go-Between wurde erstmals 1953 in Großbritannien von Hamish Hamilton veröffentlicht, in den USA wurde es im Sommer 1954 von Alfred A. Knopf, Inc. verlegt. Indes verkaufte sich das Buch zunächst nur langsam. Es wurde jedoch von den Kritikern positiv aufgenommen. Die New York Times nannte es „einen Triumph der literarischen Architektur“, und die Los Angeles Times widmete ihm zwei Artikel. Joseph Henry Jackson kommentierte die geschickte Präsentation als „eine vielschichtige Angelegenheit; vielleicht weiß nur der Autor, wie viel Symbol und Verweis darin steckt“. Einen Monat später beschrieb Milton Merlin das Buch als „einen hervorragend komponierten und unwiderstehlich eindringlichen Roman“, der sich durch „den schönen und genialen Stil des Autors, seine Launenhaftigkeit, seine Ironie und seinen Humor und vor allem durch die kraftvolle Wucht einer täuschend einfachen, fast sanften Geschichte über einen Jungen, der sich in einer seltsamen Gefühlswelt verliert“ auszeichnet.
Seit 1958 wird das Buch wiederholt bei Penguin Books aufgelegt (mittlerweile in der Reihe Penguin Modern Classic), in den Vereinigten Staaten bei der New York Review Books Classic. Schon 1954 wurden Übersetzungen ins Schwedische, Dänische, Norwegische, Finnische, Japanische, Französische und Italienische angefertigt. Später folgten weitere Übersetzungen in Spanisch, Portugiesisch, Russisch, Rumänisch und Deutsch. Der Roman wurde im englischsprachigen Raum auch bereits als Prüfungstext und Schullektüre behandelt, sodass entsprechende Studienführer entstanden sind. Interdisziplinäre Untersuchungen haben sich mit psychologischen und philosophischen Themen des Romans auseinandergesetzt.

### Deutschsprachige Ausgaben und Übersetzungen
Die deutsche Erstübersetzung unter dem Titel  Der Zoll des Glücks von Maria Wolff erschien 1956 beim Piper Verlag mit 402 Seiten. 1958 folgte eine Taschenbuchauflage. 1990 wurde der Roman bei Piper mit der Wolff-Übersetzung beim Diogenes Verlag unter dem Titel Ein Sommer in Brandham Hall neu aufgelegt. 2008 folgte eine weitere Neuauflage bei Edition Epoca, die auch das von Colm Tóibín geschriebene Nachwort für den Roman enthält. Statt den zwei schon bestehenden deutschen Titeln wurde auf den Originaltitel The Go-Between zurückgegriffen. Dabei wurde Wolffs Übersetzung von Adrian Stokar ergänzt und revidiert. 2009 erschien, basierend auf der Epoca-Fassung, The Go-Between als Taschenbuch im Suhrkamp Verlag. Im Jahr 2019 wurde im Münchener Eisele Verlag eine vollständige Neuübersetzung des Romans durch Wibke Kuhn als Hardcover veröffentlicht, als Titel wurde Ein Sommer in Brandham Hall gewählt. Dabei warb der Verlag, dies sei erstmals eine „adäquate Übersetzung“ von Hartleys Roman ins Deutsche. 2021 folgte eine Taschenbuchausgabe der Kuhn-Übersetzung, ebenfalls bei Eisele.

### Weitere Rezeption
Der Einleitungssatz gilt als der zugleich berühmteste Satz des Romans: "The past is a foreign country; they do things differently there" (etwa: „Die Vergangenheit ist ein fremdes Land, dort geschehen die Dinge anders“). Er wirft Fragen nach Erinnerung und Geschichte auf, die im Verlaufe des Romans wiederkehren. Der Ausspruch wird bis heute oftmals, meist unabhängig vom Roman, als Bonmot zitiert. Möglicherweise ist der Satz auch auf dem mit Hartley befreundeten David Cecil zurückzuführen, der in seiner Eröffnungsrede als Professor für Englische Literatur an der Universität Oxford im Jahr 1949 einen ähnlichen Satz gesprochen hatte.
Die australische Band The Go-Betweens wählte ihren Bandnamen nach dem Roman.

## Interpretation
Spätere literarische Interpretationen gingen über die unmittelbar erkennbaren Themen des Buches hinaus. Für Colm Tóibín in seiner Einleitung zur Neuausgabe von 2002 ist das Buch nicht wirklich „ein Drama über Klassen oder über England, oder eine verlorene Welt, die von Hartley beweint wird; stattdessen ist es ein Drama über Leos tief sinnliche Natur, die blind, in einer Welt aus reichen Details und schönen Sätzen, auf eine Zerstörung zusteuert, die durch seine eigene Intensität der Gefühle und trotz allem durch seine eigene Unschuld vorangetrieben wird.“ Kevin Gardner sieht Hartleys Erzähltechnik unter anderem als Ausdruck einer komplexen Behandlung von Zeit: „Hartleys gespenstische Erzählung über verlorene Unschuld unterstreicht die moderne Erfahrung von zerbrochener Zeit, ein Paradox, in dem die Menschheit vom Vergangenen entfremdet ist, aber nicht frei von ihm, ein Vergangenes, das weiterhin im Unterbewusstsein existiert und dieses kontrolliert (...) Diese Verdopplung des Bewusstseins und der Erzählstimme – der unschuldige Zwölfjährige, der aus der selbstschutzbedürftigen Sicht des fünfundsechzigjährigen Ichs hervorkommt – ist eine der wirkungsvollsten Techniken von Hartley.“

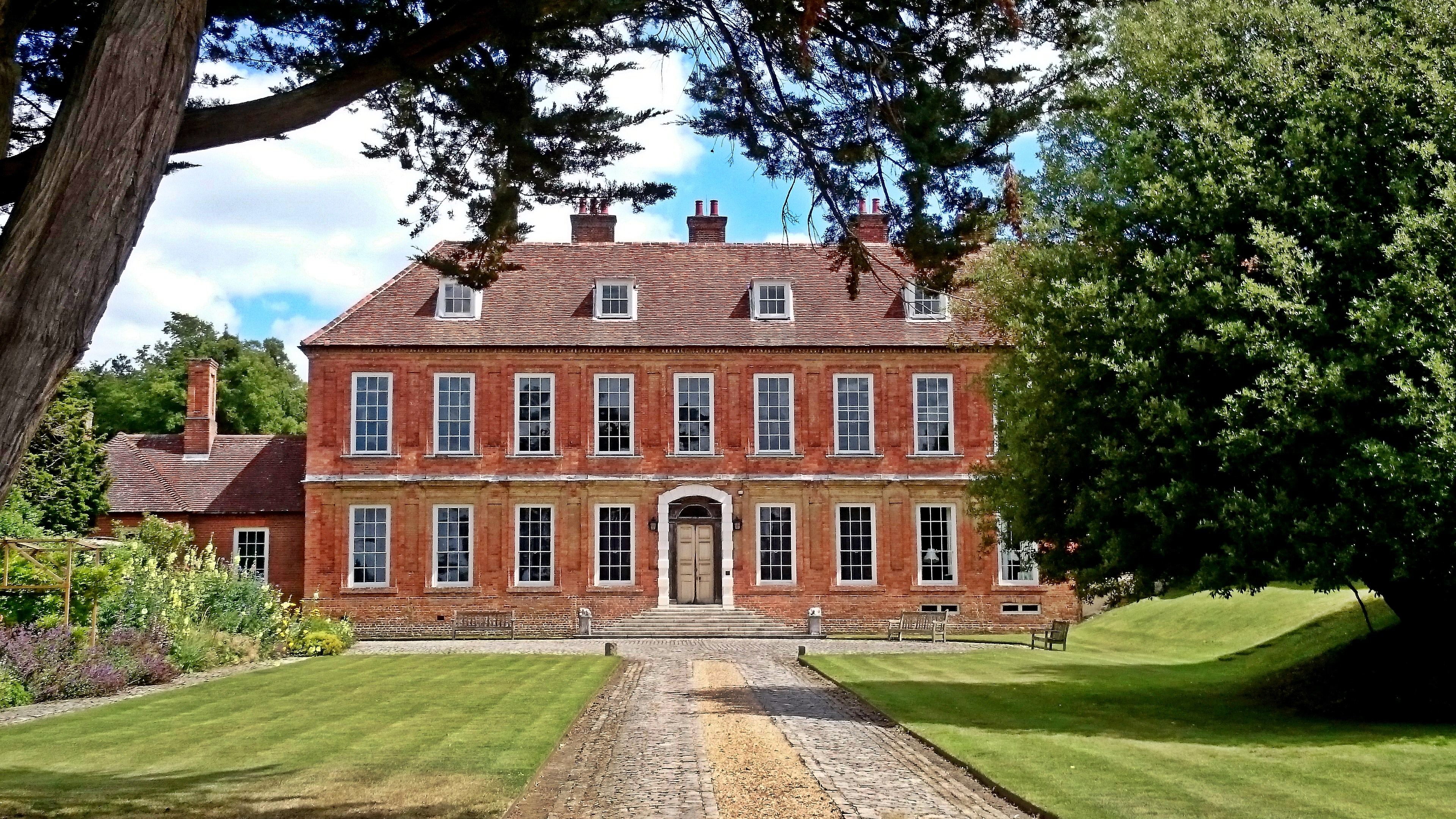
Bradenham Hall im Jahr 2020, möglicherweise das Vorbild für Brandham Hall

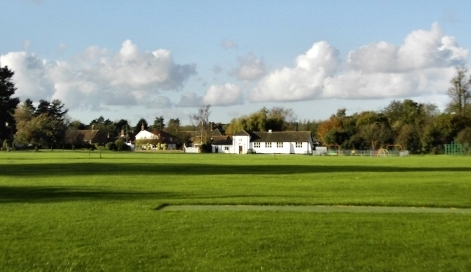
Der immer noch genutzte Cricketplatz von Bradenham im Jahr 2007, möglicherweise das Vorbild für den Cricketplatz von Brandham, auf dem ein Kapitel des Romans spielt.

Eine weitere Frage, die sowohl Tóibín als auch Adrian Wright in seiner Biografie Foreign Country: The Life of L. P. Hartley aufwerfen, ist, inwieweit die Geschichte von The Go-Between autobiografisch ist und auf Tatsachen basiert. Obwohl Hartley (Jahrgang 1895) einige Jahre nach der Figur Leo (Jahrgang 1887) geboren wurde, erinnerte sich Hartley später an die Zeit vor dem Ersten Weltkrieg als die einer „goldenen Ära“. Im Sommer 1909 verbrachte Hartley, inzwischen 13 Jahre alt, einen Sommer mit einem Schulfreund namens Moxley auf Bradenham Hall in Norfolk und nahm auch an einem Cricketspiel teil. Die Namen sind hinreichend ähnlich zu Maudsley und Brandham, um Spekulationen eines autobiografischen Aspektes zu wecken. Tóibín jedoch rät in seiner Einleitung zu einer vorsichtigen Herangehensweise an diese Frage, indem er Hartleys Studie über das Schreiben von Fiktion, The Novelist's Responsibility, zitiert. Die Welt des Romanciers, so schrieb Hartley, „muss in gewissem Maße eine Erweiterung seines eigenen Lebens sein“, und während es „unsicher ist, anzunehmen, dass das Werk eines Romanciers direkt autobiografisch ist“, verhindert diese Vorstellung nicht, dass es seine Erfahrungen widerspiegelt.
Ian McEwan bezeichnete seinen gefeierten Roman Abbitte (2001) in einem Interview als „eine Art Hommage“ an The Go-Between. Er habe diesen Roman  erstmals im Alter von 14 Jahren gelesen und sei dabei „elektrisiert“ gewesen von „der Art und Weise, wie man eine fiktionale Geschichte um reale Ereignisse und reale Dinge weben kann und ihr eine lebendige Qualität verleiht, die sie sonst nicht gehabt hätte“. Parallelen zwischen Abbitte und The Go-Between sind inzwischen auch in der Literaturwissenschaft besprochen worden (z. B. gemeinsame Themen wie Fehlkommunikation, soziale Codes, Verlust von Unschuld, eine Liebesbeziehung als Geheimnis, das englische Klassensystem, Rückblick von älteren Protagonisten auf ihre ferne Vergangenheit, eine Sommerhitze als Handlungszeit).
Ali Smith griff das festgestellte Parallelmotiv zwischen der Behandlung von Klasse und Sexualität in The Go-Between und in Lady Chatterleys Liebhaber (1928) von D. H. Lawrence auf. Der ungekürzte Vertrieb von Lawrences Roman war in Großbritannien erst nach dem Erscheinen von The Go-Between gestattet, doch vielleicht, so spekulierte Smith, habe Hartleys Roman dazu beigetragen, das Klima für die Aufhebung des britischen Verbots von Lawrences Werk sieben Jahre später vorzubereiten.
In einer der wenigen deutschsprachigen Kritiken für das Buch aus dem 21. Jahrhundert schreibt Hansjörg Graf 2009 in der Neue Zürcher Zeitung: Es handele sich um ein „Buch der Andeutungen und Vorahnungen“ mit Dialogen zwischen „sichtbaren und verborgenen Welten“, „Ereignisse[n] zwischen Tag und Nacht, zwischen Leben und Tod“. Hartleys Roman lasse sich in keine Schubladen packen, er beinhalte „Elementarteilchen einer Gespenstergeschichte, eines Gesellschafts- und Entwicklungsromans sowie einer literarischen Autobiografie“.

## Adaptionen

### Film und Fernsehen
Im Jahr 1971 brachte Regisseur Joseph Losey den Roman auf die Kinoleinwand, in Deutschland unter dem Titel Der Mittler. Das Drehbuch schrieb Harold Pinter, in wichtigen Rollen agierten Julie Christie (Marian), Alan Bates (Ted Burgess), Dominic Guard (junger Leo Colston) und Michael Redgrave (alter Leo Colston). Der Film, im Original ebenfalls The Go-Between betitelt, erhielt überwiegend positive Kritiken und wurde bei den Filmfestspielen von Cannes 1971 mit der Goldenen Palme ausgezeichnet.
Am 20. September 2015 feierte bei BBC One die Fernsehverfilmung The Go-Between unter Regie von Pete Travis ihre Premiere. Unter anderem spielten darin Jack Hollington (junger Leo), Jim Broadbent (alter Leo), Joanna Vanderham (junge Marian), Vanessa Redgrave (alte Marian) und Ben Batt (Ted Burgess).

### Radio
Die BBC schuf im Laufe der Jahrzehnte gleich mehrere Hörspiel-/Radioadaptionen des Stoffes: 1961, 2002 (von Autorin Laurie Graham) und 2012.

### Oper und Musiktheater
Im Jahr 1991 adaptierte der südafrikanische Komponist David Earl den Roman als zweiaktige Oper.
Im Jahr 2011 wurde eine Musiktheater-Adaption des Romans vom West Yorkshire Playhouse in Leeds, West Yorkshire, uraufgeführt. Die Produktion eröffnete zu guten Kritiken und gewann die Auszeichnung als Bestes Musical bei den UK Theatre Awards im Jahr 2012. Die Adaption des Romans übernahm David Wood, Komponist war Richard Taylor, beide zusammen schrieben die Songtexte. Von Mai bis Oktober 2016 lief die Produktion auch in Londoner West End am Apollo Theatre, u. a. mit Michael Crawford als erwachsenem Leo besetzt.

## Sekundärliteratur
- Colm Tóibín: Introduction to ‘The Go-Between’, The New York Review of Books, 2002, S. v-xiii. Übersetzt in der Epoca-Ausgabe vorhanden.
- Adrian Wright: Foreign Country: The Life of L. P. Hartley, Tauris Parke, 2001.